# Понбозе
Понбозе (фр. Pontboset) — муніципалітет в Італії, у регіоні Валле-д'Аоста.
Понбозе розташоване на відстані близько 570 км на північний захід від Рима, 32 км на південний схід від Аости.
Населення — 187 осіб (2014).
Щорічний фестиваль відбувається 7 вересня. Покровитель — Saint Grat.

## Демографія
Населення за роками:

Станом на 1 січня 2023 року в муніципалітеті офіційно проживало 8 іноземців з 6 країн, серед них 3 громадяни країн Євросоюзу та 2 громадяни України.

## Сусідні муніципалітети
- Арна
- Шампорше
- Доннас
- Он
- Іссонь
- Траверселла
- Віко-Канавезе